# Харжевский, Владимир Григорьевич
Влади́мир Григо́рьевич Харже́вский (6 мая 1892, Литин, Подольская губерния — 4 июня 1981, Лейквуд, Нью-Джерси) — генерал-майор, участник Первой мировой войны, военачальник Белого движения на Юге России. Дроздовец, участник дроздовского похода, последний начальник Дроздовской дивизии. Эмигрант, галлиполиец. Начальник РОВС (1967).

## Биография

### Первые годы
Сын личного почетного гражданина. Образование получил в Винницком реальном училище.
30 сентября 1911 года поступил на военную службу вольноопределяющимся. 17 октября был приведен к присяге, а 11 декабря произведен в ефрейторы. 18 февраля 1912 года зачислен в учебную команду 47-го пехотного Украинского полка. Произведен в младшие унтер-офицеры. Был произведен в прапорщики армейской пехоты запаса и 4 августа 1912 года уволен в запас с зачислением по Литинскому уезду Подольской губернии. В 1913 году поступил в Санкт-Петербургский горный институт.

### Первая мировая война
С началом Первой мировой войны был призван в 269-й пехотный Новоржевский полк. В составе полка принял участие в боях на Северо-Западном фронте. В 1916-м году был переброшен на Юго-Западный фронт, в составе которого принял участие в Брусиловском прорыве. Конец 1916 года он встретил уже на новом фронте — Румынском. За боевые отличия награждён орденом Святого Георгия 4-й степени, Святой Анны 4 степени с надписью «За храбрость», Святого Станислава 3 степени с мечами и бантом, Святой Анны 3 степени с мечами и бантом, Святого Станислава 2 степени с мечами, Святого Владимира 4 степени с мечами и бантом. В 1916 году в чине штабс-капитана. Служил в войсках Румынского фронта. С 1917 года — капитан. Получил несколько ранений.

### Белое движение
Находясь в начале 1918 года на Румынском фронте, вступил добровольцем в отряд русских добровольцев полковника Дроздовского. Участник Дроздовского похода 26 февраля — 27 мая 1918 года. Участник Второго Кубанского похода в рядах Дроздовского полка (лето — осень 1918 года). С июня 1918 года по октябрь 1919 года в рядах 2-го Офицерского генерала Дроздовского полка (получил звания подполковника, полковника), с октября 1919 года — командир 2-го Офицерского стрелкового генерала Дроздовского полка, участник Орловско-Кромского сражения. 
За боевые заслуги в 28 лет Харжевский получил чин генерал-майора (сентябрь 1920 года). Весной и летом 1920 года  принимал участие в десанте на Хорлы, а затем — в наступлении врангелевских войск в Северной Таврии. С октября 1920 года по ноябрь 1920 года — начальник Дроздовской дивизии (сменил на этом посту заболевшего генерала А. В. Туркула).. Проявил личный героизм во время боев в Таврии и на Перекопе осенью 1920 года. В ходе боёв на Юшуньских позициях возглавил ударную группу, прорвав фронт и взяв в плен более 1000 солдат противника, а также захватив два орудия. Однако конница Барбовича и Гусельщикова, которая должна была поддержать наступление, не смогла прибыть вовремя и РККА, подтянув резервы, остановили дроздовцев, а затем начали теснить их с двух сторон. Дивизия понесла тяжёлые потери, однако это сражение не было напрасным: наступление большевиков на Юшуньские позиции удалось задержать, что способствовало организованной погрузке врангелевских частей на транспорты. Эвакуировался с Русской армией Врангеля в Галлиполи на транспорте «Херсон» в ноябре 1920 года.

### Эмиграция

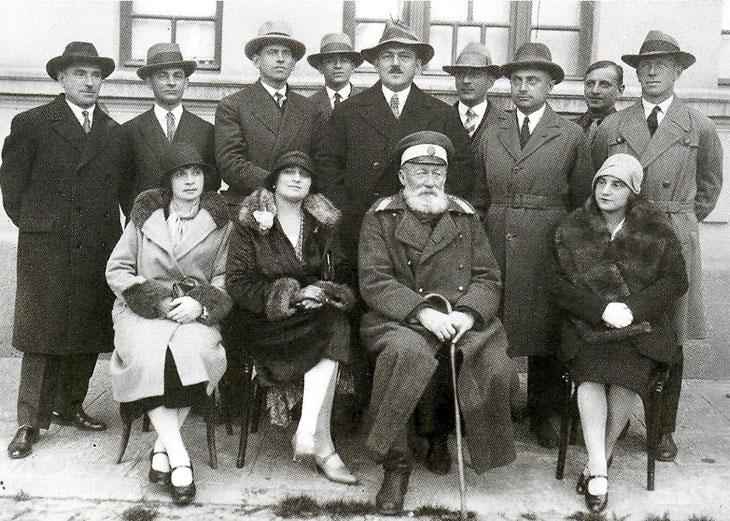
Дроздовцы в Болгарии. 1920-е годы. Стоят: генерал-майоры А. В. Туркул (пятый слева) и В. Г. Харжевский (третий справа). В центре группы в дроздовской фуражке сидит генерал-майор В. К. фон Манштейн («дедушка»), отец В. В. Манштейна.

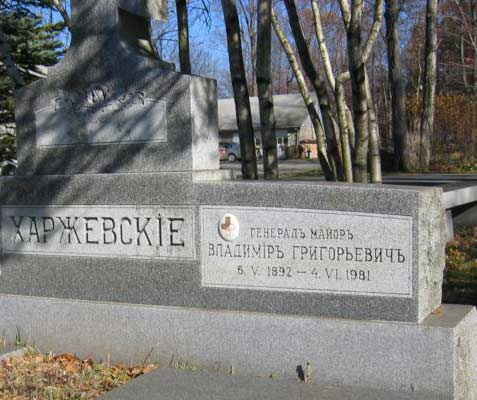
Могила генерала Харжевского В Ново-Дивеево. штат Нью-Йорк.

В 1920 — 1921 годах в Галлиполийском лагере в составе 1-го армейского корпуса, командир офицерского батальона. С 1921 года в Болгарии, а затем с 1924 года в Чехословакии в Праге, где окончил Горный институт. Работал горным инженером, возглавлял военные эмигрантские организации в Чехословакии. С 1944 года проживал в Германии, отказался участвовать в РОД. С 1945 года в Марокко, где служил бухгалтером в фирме Рено, с 1956 года работал строительным проектировщиком в США. Принимал участие в выпуске журнала «Перекличка» членов Общества Галлиполийцев в США. В 1964 году вышел на пенсию и поселился в городе Лейквуде, штат Нью-Джерси. С 19 мая 1967 года вступил в должность начальника РОВС, как преемник скончавшегося генерала фон Лампе.
Мемуары Харжевского вошли в сборник «Дроздовцы от Ясс до Галлиполи», вышедший в 1973 году.
В 1979 году по состоянию здоровья ушел с поста начальника РОВС.
Умер в Лейквуде 4 июня 1981 года. Похоронен на православном кладбище Новодивеевского монастыря, штат Нью-Йорк.

## Награды
- Орден Святого Станислава 3-й ст. с мечами и бантом (ВП 13.04.1916)
- Орден Святой Анны 4-й ст. с надписью «за храбрость» (ВП 4.07.1916)
- Орден Святой Анны 2-й ст. с мечами (ВП 16.07.1916)
- Орден Святой Анны 3-й ст. с мечами и бантом (ВП 11.11.1916)

## Примечание
1. ↑  Это звание на действительной воинской службе было отменено в конце XIX века и оставалось только для офицеров запаса
2. ↑  Харжевский Владимир Григорьевич Архивная копия от 16 сентября 2009 на Wayback Machine // Антибольшевистская Россия. Энциклопедический словарь.
3. 1 2  Чичерюкин-Мейнгардт Владимир Григорьевич. Харжевский Владимир Григорьевич (1892–1981) // Новый исторический вестник. — 2004. — Вып. 11. — С. 236–244. — ISSN 2072-9286. Архивировано 20 апреля 2021 года.
4. ↑  Волков С. В. Белое движение. Энциклопедия Гражданской войны. — М.: Олма-Пресс, 2003. — С. 568.
5. 1 2  Генерал В. Г. Харжевский Архивная копия от 1 января 2009 на Wayback Machine. // Журнал «Кадетская перекличка». — 1981. — № 29.